# Ashford (Connecticut)
Ashford ist eine Gemeinde im Windham County des US-Bundesstaats Connecticut. Es gehört zur so genannten Quiet Corner. Sie wurde 1714 gegründet. Bis 1847 war Eastford Teil der Gemeinde. Erst danach wurde es als eigenständige Gemeinde abgetrennt. North Ashford gehört seither zur Gemeinde Eastford.

## Geographie
Die Gemeinde umfasst ein Gebiet von 39,5 sqmi (102 km²), von denen 100 km² Landfläche sind. Nur 1,8 km² (1,80 %) sind Wasserflächen. Der Mount Hope River durchfließt das Stadtzentrum von Norden nach Süden, der Bigelow Brook verläuft entlang der östlichen Stadtgrenze zu Eastford. Ashford verfügt über mehrere Seen und Teiche, unter anderen Ashford Lake, Lake Chaffee, Knowlton Pond, Rychlings Pond, Halls Pond, Poole Pond und Morey Pond.
Boston Hollow, eine tiefe Schlucht liegt im Yale-Myers Forest und Teile vom Natchaug State Forest und Nipmuck State Forest liegen auf dem Gemeindegebiet. daher durchqueren auch Natchaug Trail und Nipmuck Trail die Gemeinde. Darüber hinaus verwaltet der Joshua's Tract Conservation and Historic Trust mehrere Naturreservate. Snow Hill in der Nordostecke des Gemeindegebiets ist die höchste Erhebung im Windham County mit 1.210 feet (369 m) über dem Meer. In dieser Gegend verläuft auch die Interstate 84 (Ost).
In Ashford befindet sich das größte Boy-Scout-Camp in Connecticut, die June Norcross Webster Scout Reservation; daneben liegt dort das Hole in the Wall Gang Camp für Kinder mit Krebs und anderen schweren Krankheiten von Paul Newman, das CONNRI Lodge and Conference Center der Heilsarmee; und das Evangelical Christian Center, ein Freizeit-, Camp- und Conference Center.

## Geschichte
Präsident George Washington, war verärgert, als er im Herbst 1789 auf der Rückkehr von seiner Tour durch das Land sonntags in dem Dorf sitzen bleiben musste. Es war gesetzwidrig, an einem Sonntag ein Fuhrwerk zu mieten und die Dorfbewohner hielten sich an das Gesetz, so dass Washington den Ort nicht verlassen konnte.
New Ashford in Massachusetts führt seinen Namen auf dieses Ashford zurück, da 1762 Einwohner aus Ashford dieses Dorf gründeten.

## Flora und Fauna

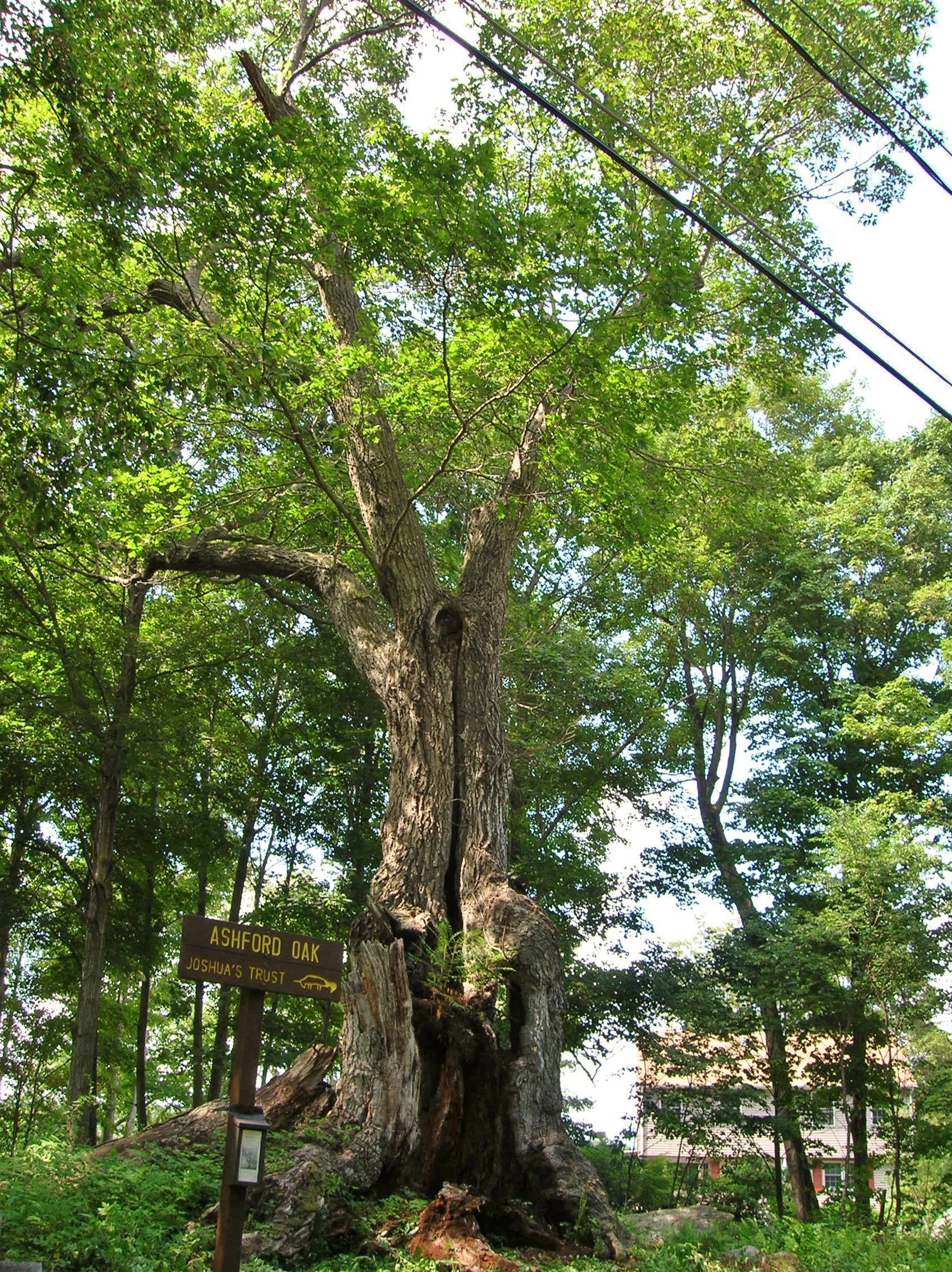
Ashford Oak

Der Landstrich gehört zur ökologischen Region der Northeastern Coastal Forests, in der vor Mischwälder mit Buntlaubholz und Nadelbäumen vorherrschen. Im Yale-Myers Forest, der zur Yale School of Forestry & Environmental Studies gehört, wird Forstwissenschaft betrieben und der Wald wird zu Lehrzwecken genutzt. Im Ort steht die berühmte Ashford Oak (Quercus rubra), eine sehr alte Roteiche mit einem Stammumfang von 8 m.
1954 wurden das letzte Mal Zikaden der 17-Jährigen Zikaden (Brood XI) am Fenton River gesehen.

## National Register of Historic Places
- Ashford Academy — Fitts Road (seit 1988)
- Church Farm — 396 Mansfield Road (1988)
- Knowlton Memorial Hall — 25 Pompey Hollow Road (1994)
- Mixer Tavern — 14 Westford Road (1994)

## Demographie
2010 hatte Ashford 4.317 Einwohner. Die Bevölkerung setzte sich zusammen aus 94,1 % Weißen, 1,0 % African American, 0,4 % Native American, 1,3 % Asian, 1,1 % anderer Rassen, 2,1 % Mischlinge (aus zwei oder mehr Rassen) und 3,5 % Hispanic or Latino. Die Bevölkerungsdichte lag bei 105,6 Personen/mile² (40,8/km²). es gab 1.699 Wohneinheiten.
In 1.578 Haushalten gab es in 34,5 % der Fälle Kinder unter 18 Jahren, in 56,5 % der Fälle lebten verheiratete Paare zusammen, 8,5 % war alleinerziehende Mütter und 31,3 % waren andere Zusammensetzungen. 20,6 % aller Haushalte bestanden aus einer Person und 6,0 % waren Haushalte mit einer Person mit einem Alter von mindestens 65 Jahren. (Haushaltsgröße: 2,59, Familiengröße: 3,05).

Das Durchschnittsalter betrug 36 Jahre.
Der Median der Einkommen betrug $55.000, der Median der Familieneinkommen $61.693. Männer hatten ein Einkommen von $42.117, Frauen $31.942. das Pro-Kopf-Einkommen betrug $26.104. Etwa 3,4 % der Familien und 5,9 % der Gesamtbevölkerung lebten unter der Armutsgrenze.

## Persönlichkeiten

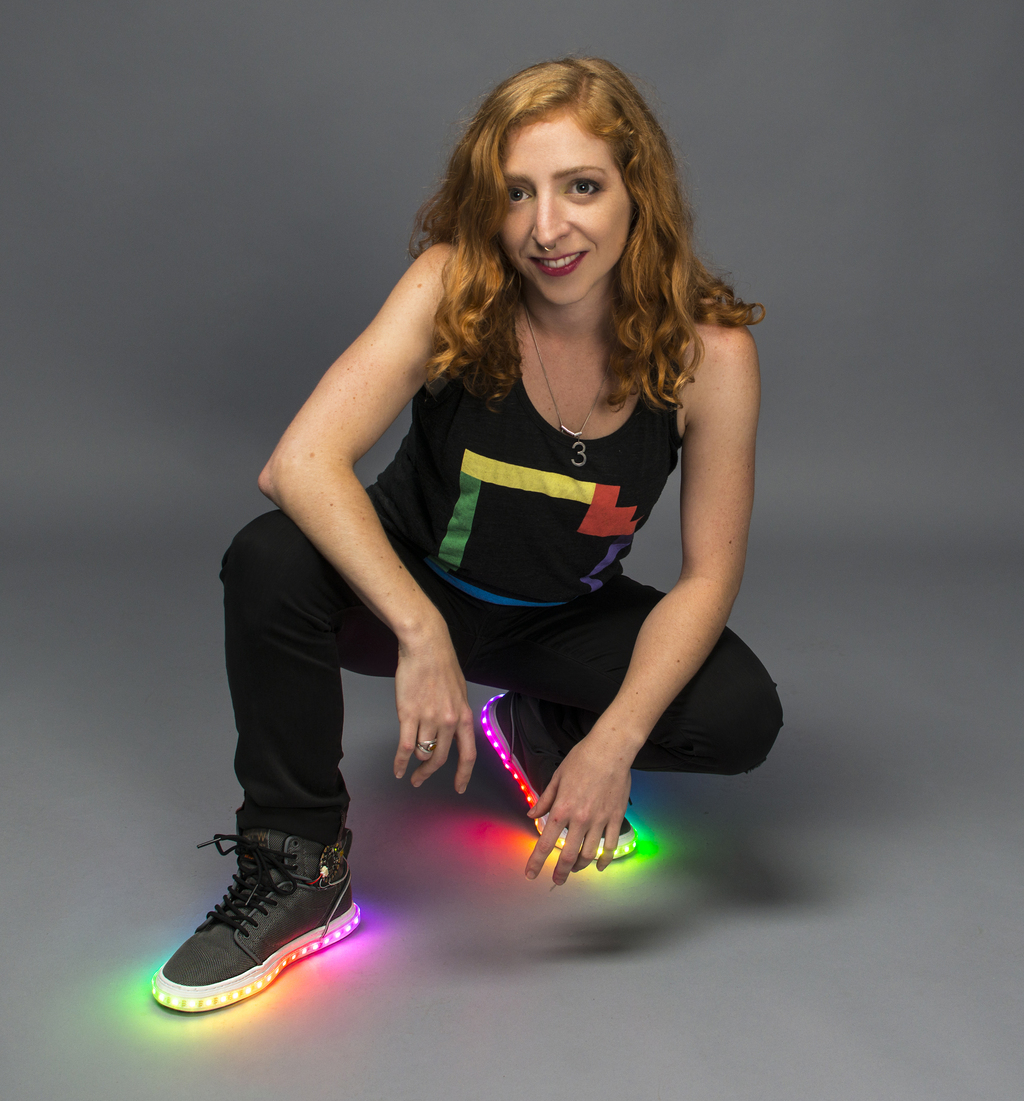
Becky Stern

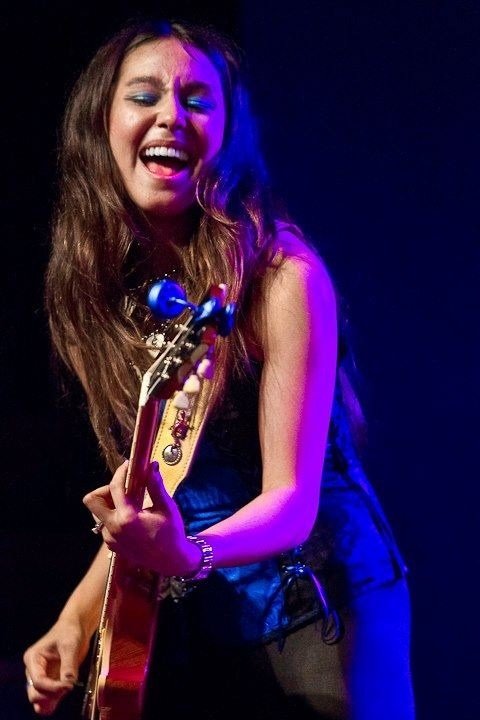
Desireé Bassett

- Thomas Knowlton (1740–1776), Offizier in der Amerikanischen Revolution, der die Knowlton's Rangers, die erste Spionageeinheit, befehligte.
- John Keyes (1744–1824), erster Adjutant General des State of Connecticut.
- Elias Keyes (1758–1844), Kongressabgeordneter für Vermont.[6]
- Solomon Spalding (1761–1816), Schriftsteller.
- Eliphalet Nott (1773–1866), Präsident des Union College, und von 1829 bis 1845 gleichzeitig Präsident des Rensselaer Polytechnic Institute. Erfinder des ersten Ofens für Anthrazit-Kohle.[6]
- Francis Bugbee (1794–1877), Jurist und Politiker.
- John Frink (1797–), Unternehmer, Besitzer der größten amerikanischen Kutschgesellschaft.[7]
- James Hamilton Shegogue (1806–1872), Maler.
- Nathaniel Lyon (1818–1861), Der erste General, der im Sezessionskrieg fiel.[6]
- Galusha A. Grow (1823–1907), Sprecher des US-Repräsentantenhauses 1861–1863.
- Emeline Horton Cleveland (1829–1878), Physikerin und Professorin, eine der ersten Chirurginnen.[8][9]
- Walter Eli Clark (1869–1950), Journalist, letzter Gouverneur des District of Alaska und erster Gouverneur des Alaska-Territoriums.
- John H. Trumbull (1873–1961), 70. Gouverneur von Connecticut.
- Michael Sveda (1912–1999), Chemiker, Erfinder des sodium cyclamate.[10]
- Paul Newman (1925–2008), Schauspieler und Philanthrop. Mitbewohner im Hole in the Wall Gang Camp seit der Saison 1988.
- Valerie Wilson Wesley (* 1947), Schriftstellerin.[11]
- Timothy Rourke (* 1967), Ingenieur, Koordinator des Green Buildings Open House Program.[12]
- Clay Dreslough (* 1970), Spieledesigner und Erfinder der Baseball Mogul-Serie.
- Becky Stern (* 1985), Elektronik- und Textil-Designerin.
- Desireé Bassett (* 1992), Rockmusik-Gitarristin.

## Bildung
Die Gemeinde besitzt die Grund- und Mittelschule Ashford School, die 1951 an der Stelle des alten Ashford Academy-Schulhauses errichtet wurde. Diese Schule verfügt über 8 Klassen. 1979 sollte die Schule aufgrund fehlender Mittel geschlossen werden.
Die nächstgelegene Highschool ist die E. O. Smith High School in Mansfield, CT.

## Religion

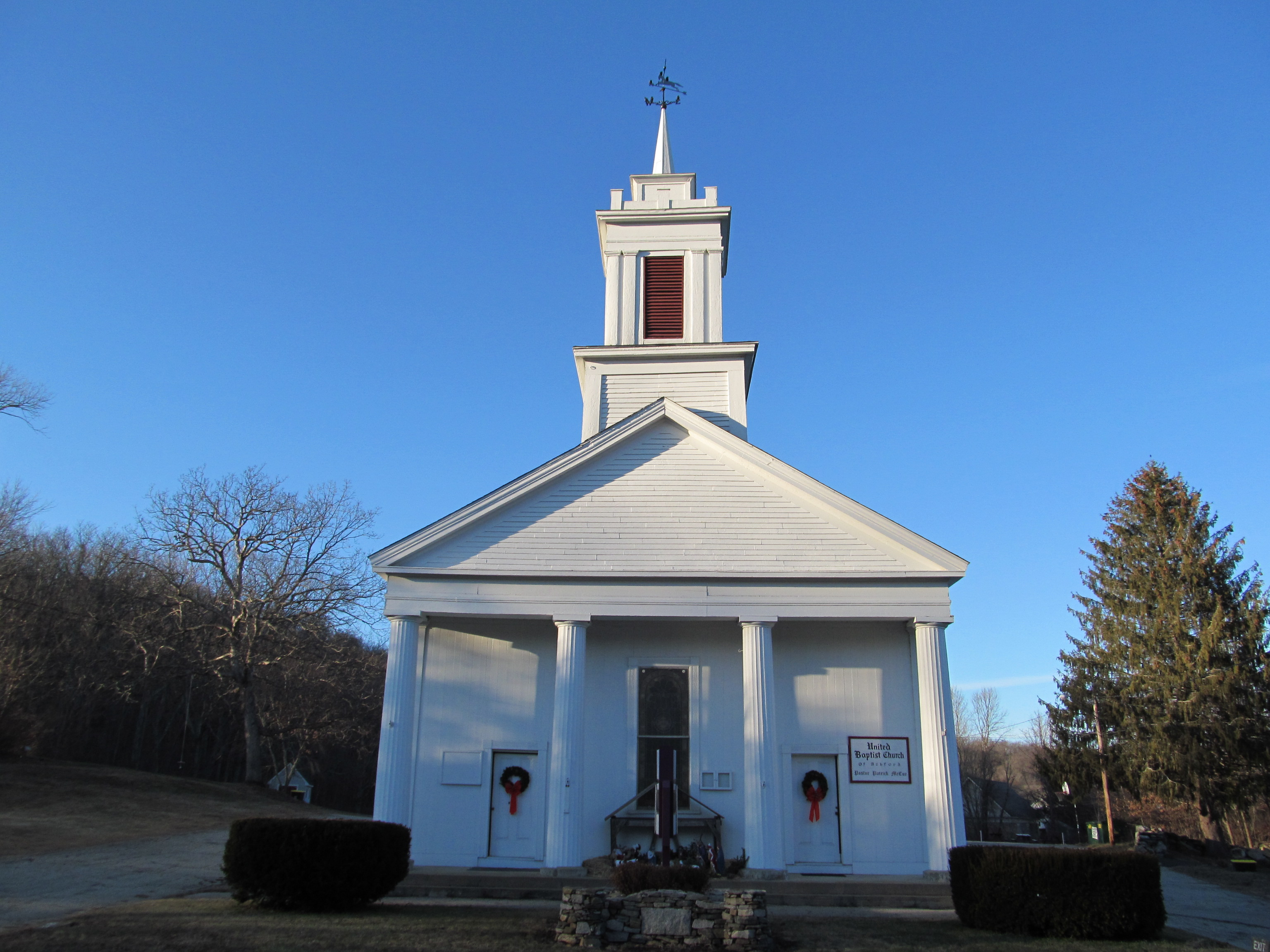
Die United Baptist Church in Warrenville, Ashford

Auf dem Gebiet der Gemeinde gibt es mehrere Kirchen:
- St Philip-Apostle Church (katholisch)
- United Baptist Church Ashford (baptistisch)
- Westford Congregational Church (kongregationalistisch)
- Kirche Jesu Christi der Heiligen der Letzten Tage